# Het wonder van Máxima
Het wonder van Máxima een Nederlandse film uit 2002/2003, met als internationale titel Máxima's Miracle. De film speelt zich af rond het huwelijk van kroonprins Willem-Alexander en Máxima.
De film werd uitgebracht als Telefilm.

## Verhaal
De film vertelt twee verhalen die elkaar doorkruisen.
Als een Argentijnse moeder en haar dochter in Nederland aankomen voor het wonder van Máxima worden ze al snel aangezien voor asielzoekers. Als moeder en dochter zich weten te bevrijden van hun belagers raken ze elkaar kwijt in de menigte van het feest rond het huwelijk.
Het tweede verhaal draait om een agent die een beslissing moet nemen over het leven van zijn stervende moeder.

## Rolverdeling
- Silvia Munt - moeder van Isabel
- Libertad Pozo - Isabel
- Frank Lammers - agent Decker
- Fred Goessens - agent Polt
- Martijn Hartemink - Felix Bos
- Giam Kwee - Min
- Helen Juurlink - moeder van Felix
- Guusje Eijbers - Kitty Smith
- Halina Reijn - hostess Patty
- Hannah van Meurs - hostess Nam
- Monic Hendrickx - dokter Anhals
- Juan Tajes - Alejandro
- Mike Libanon - Theo
- Jack Wouterse - bewaker Damhuis
- Ernst Löw - Viktor
- Alfredo Marcucci - bandoneonspeler
- Marieke Best - tangodanseres
- Mariano Diaz - tangodanser
- Carlos Alberti - orkestlid
- Ronald Rauls - taxichauffeur
- Gert-Jan de Warm - dronkenman
- Jasper van Overbruggen - toerist